# Leman (człowiek)
Leman – lennik, zobowiązany do pełnienia służby zbrojnej w zamian z nadane dobra ziemskie. Wtedy, gdy dobra rycerskie były dzielone, oprócz sołtysa występował także inny lennik. Dobra lemańskie czasami wymieniane były obok wsi czynszowej. Nazwa zachowana w nazwach wsi Leman, Lemany, Lemańskie - także  Lemany (jezioro). Nazwa dłużej utrzymała się na Pomorzu Gdańskim, w Prusach lub na Mazowszu przy granicy z Prusami.
Nazwa leman pochodzi z języka niemieckiego. 